# Мікушев Олександр Віталійович
Олександр Віталійович Мікушев (нар. 1957, Кизил, Тува, Росія) — український художник,   графік   і живописець, яскравий  представник  фантастичного реалізму.

## Життєпис
Олександр Мікушев народився 1957 року в місті Кизил, столиці Тувинської автономної республіки.
Під час служби в армії познайомився з художниками, під впливом яких захопився живописом. Після повернення додому почав працювати художником-дизайнером.
Перебрався до Києва. З 1991 року працює художником. 

## Творчість
В доробку художника кілька сотень живописних та графічних творів.
Частина робіт Олександра Мікушева експонувалась на персональних виставках в Українському домі (1992), заповіднику «Стародавній Київ» (1994), місті Славутичі (1997) та кількох десятках групових виставок в Україні та за її межами.
Роботи Олександра Мікушева знаходяться в приватних колекціях Росії, Польщі, Латвії, Німеччини, Австрії. Англії, Франції, США, Японії.